# Cyperus bulamensis
Cyperus bulamensis är en halvgräsart som beskrevs av Ernst Gottlieb von Steudel. Cyperus bulamensis ingår i släktet papyrusar, och familjen halvgräs. Inga underarter finns listade i Catalogue of Life.